# Tsimanampetsotsa-See
Tsimanampetsotsa (französisch Lac Tsimanampetsotsa, Malagasy Farihy Tsimanampetsotsa auch Tsimanampesotse) ist ein moderat salziger Natronsee in der Provinz Toliara im Südwesten von Madagaskar. Der See ist ein wichtiges Feuchtgebiet und steht als Teil des Nationalparks Tsimanampetsotsa sowie als Ramsar-Schutzgebiet unter Naturschutz. Das Ramsar-Gebiet erstreckt sich über eine Fläche von 456 km², während die Fläche des Sees viel kleiner ist.

## Name
Der Name des Sees in Malagasy bedeutet „See ohne Delphine“. Er gilt als heiliger Ort. Lokale Tabus haben bisher eine Wasserverschmutzung verhindert. Auch Schwimmen und die Benutzung von Booten ist verboten. Wasser, Schlamm und bestimmte Pflanzen aus dem See werden für traditionelle Medizin verwendet (Tahirindraza und Marikandia 2015).

## Geographie
Der See ist etwa 20 km lang, etwa 2 km breit und recht flach (maximale Tiefe etwa 2 m). Er befindet sich in einer Senke des Mahfaly-Plateaus, in einem geschlossenen Evaporitbecken mit Klippen aus eozänem Meeres-Kalkstein im Osten und einem breiten Alluviumstreifen, welcher niedrige Kalksteinaufschlüsse im Westen bedeckt. Das Gebiet ist von Sandablagerungen rezenten und quartären Ursprungs bedeckt. In der Vorgeschichte gab es bereits einen See an derselben Stelle mit einem Überlandabfluss (es wurden Sedimente eines Deltas gefunden, welche durch das ursprüngliche Drainagesystem entstanden). Der vorzeitliche See war viel größer an Fläche und Tiefe, wie sich an Strandlinien nachweisen lässt, welche die äußeren Ränder des Bassins bilden.
Das Wasser ist Soda (Natron)-haltig, hoch mineralisiert und moderat alkalisch (pH ~ 8.0) mit einer relativ hohen Konzentration von Ammonium und Phosphaten. Die Salzkonzentrationen kommen an diejenigen in Meerwasser heran, werden während der Regenzeit jedoch abgeschwächt. Der See könnte auch Verbindungen zum Meer haben, dies ist jedoch bisher nur eine unbestätigte Vermutung. Der östliche Teil des Sees erhält Zufluss durch Süßwasser und hat daher immer eine niedrigere Salzkonzentration als der westliche Teil.
Das Becken ist flach, was zu dramatischen Schwankungen für die Oberfläche des Sees führt, selbst bei geringfügigen Änderungen des Wasserstands. Der Wasserstand kann während der Trockenzeit erheblich sinken, was zu einem weiten, exponierten Bereich saisonaler hypersaliner Flächen rund um einen geschrumpften See führt.

## Klima und Hydrologie
Der Tsimanampetsotsa-See liegt in einem Gebiet mit halbtrockenem Klima. Die Tagestemperaturen sind hoch und die Niederschläge gering. In dieser niederschlagsärmsten Region Madagaskars verzeichnet man nur 300 mm Regen pro Jahr. Darüber hinaus sind Niederschlagsmenge und -ort höchst unvorhersehbar; Regen fällt oft nur lokal. Hier gibt es keine Oberflächenflüsse und der See hat keinen Zu- oder Abfluss. Der Pegel des Sees hängt von den Niederschlägen ab, zusammen mit einigen unterirdischen Abflüssen aus weiter im Landesinneren gelegenen Grundwasserleitern. Am Fuße des Mahfaly-Plateaus tritt ein Grundwassernetz mit drei permanenten Quellen (Mande, Andranonaomby und Manava) und zahlreichen Sickerstellen und intermittierenden Quellen auf. Der Seespiegel steigt bei ausreichender Niederschlagsmenge und sinkt, wenn das Wasser wieder verdunstet.

## Vegetation
Zu den Pflanzenarten, die im Natronwasser wachsen können, gehören der Südliche Rohrkolben (southern cattail, Typha domingensis) und die Platt-Segge (Cyperus spp.). Queller (Salicornia pachystachya) ist eine der wenigen Arten, die extremen Salzgehalt verträgt, daher kommt er normalerweise allein an stark salzhaltigen Standorten vor. Andere salztolerante Arten wandern mit sinkendem Wasserspiegel in die Ebenen ein, darunter Salsola littoralis, Atripex perrieri sowie einige Gräser (Sporobolus virginicus, Paspalum vaginatum) und der Goldlederfarn (Acrostichum aureum). Die eingeführte Art Strandeiche (beach sheoak, Casuarina equisetifolia) kommt in kleinen Beständen entlang der Ostküste vor.

## Fauna
Es wird angenommen, dass hohe Phosphatkonzentrationen, die durch Erosion verursacht werden, der Hauptfaktor sind, der die Vielfalt der Wasserfauna einschränkt. Es gibt keine Fische. Wirbellose Tiere aus vier taxonomischen Gruppen (Annelida, Gastropoda, Crustacea und Insecta) wurden dokumentiert. Im April, in der Regenzeit, war die Artenvielfalt am höchsten (15 Taxa) und ging im August (Trockenzeit) auf 11 Taxa zurück. Im östlichen Teil des Sees gab es durchweg mehr Arten als im westlichen Teil, wahrscheinlich aufgrund der durchweg geringeren Salzkonzentration. Die Krebstiere waren die am weitesten verbreiteten Arten. Ein Überblick über die im Tsimanampetsotsa-See dokumentierte Wasserfauna:
- Annelida (Ringelwürmer) aus der Familie der Glossiphoniidae (Plattegel).
- Gastropoda (Schnecken): Planorbis planorbis (Planorbidae) (Gemeine Tellerschnecke), Georissa petiti (Hydrocanidae) und Potamopyrgus sp. (Hydrobiidae) (Schlammschnecken).
- Crustacea (Krebstiere): Grandidierella mahafalensis (Aoridae) und Halmyrapseudes thaumastocheles (Apseudidae).
- Insekten:  Fliegen (Diptera); Käfer, inklusive Larven von Schwimmkäfern (Dytiscidae) und Adulte von Köcherfliegen (Hydroptilidae) und Elmidae (Hakenkäfer); Eintagsfliegen (Ephemeroptera); Schnabelkerfe (Hemiptera) aus den 3 Familien Naucoridae, Veliidae und Notonectidae; Segellibellen (Libellulidae) sowie Schlanklibellen (Coenagrionidae).

### Vögel
Mehr als 34 Vogelarten wurden im Gebiet des Sees beobachtet:
Unter anderem Rosaflamingos (Phoenicopterus roseus) und Zwergflamingos (Phoenicopterus minor). Der See und die Salzebenen bilden ein wichtiges Habitat für bedrohte Wasservogelarten wie den Madagaskarregenpfeifer (Charadrius thoracicus, VU). Außerdem gibt es eine Brutkolonie der Madagaskar-Zwergtaucher (Tachybaptus pelzelnii, EN).